# Venusia participata
Venusia participata là một loài bướm đêm trong họ Geometridae.